# Борщевик аконитолистный
Борщевик аконитолистный (лат. Heracleum aconitifolium) — вид многолетних травянистых растений рода Борщевик (Heracleum) семейства Зонтичные (Apiaceae). Эндемик Кавказа.

## Ботаническое описание
Многолетнее травянистое растение 60-100 см в высоту, стебель округлый, узко-бороздчатый, в нижней части головатый, в верхней более или менее густоопушенный мелкими волосками. Прикорневые и нижние стеблевые листья простые на длинных черешках, листовая пластинка в очертании округлая или яйцевидно-округлая с сердцевидным основанием, глубоко, иногда до основания, дланевидно-рассеченная на крупные, широко-обратно-яйцевидные или почти ромбические сегменты с клиновидным основанием, сегменты более или менее глубоко-перисто-надрезанные, по краю неправильно-крупно-остро-зубчатые, верхние стеблевые листья такой же формы на коротком черешке или сидячие, влагалище расширенное, листовые сегменты обычно более глубоко-перисто-надрезанные, листья с верхней стороны голые или усаженные рассеянными сосочковидными волосками, с нижней стороны мелко пушистые. Зонтик 15-20 лучевой, лучи зонтика и зонтичков мелкоопушенные, цветки белые, зубцы чашечки незаметные, внешние лепестки краевых цветков в зонтичках не сильно увеличенные, до середины двулопастные, завязь густо и мелкоопушенная.

## Распространение и экология
Эндемик Северо-Западного Кавказа.
Встречается на лесных опушках, полянах и субальпийских лугах.

## Охрана
Вид включался в Красную книгу Грузинской ССР. Лимитирующие факторы неизвестны. Часть ареала лежит на территории Кавказского заповедника.